# Dubouzetia confusa
Dubouzetia confusa là một loài thực vật có hoa trong họ Côm. Loài này được Guillaumin & Virot mô tả khoa học đầu tiên năm 1963.